# Хајмерздорф
Хајмерздорф (фр. Heimersdorf) насеље је и општина у источној Француској у региону Алзас, у департману Горња Рајна која припада префектури Алткирх.
По подацима из 2011. године у општини је живело 654 становника, а густина насељености је износила 86,17 становника/km². Општина се простире на површини од 7,59 km². Налази се на средњој надморској висини од 350 метара (максималној 416 m, а минималној 335 m).

## Демографија
| 1962. | 1968. | 1975. | 1982. | 1990. | 1999. | 2011. |
| ----- | ----- | ----- | ----- | ----- | ----- | ----- |
| 431   | 463   | 463   | 477   | 573   | 627   | 654   |

График промене броја становника у току последњих година